# Jablonec nad Nisou

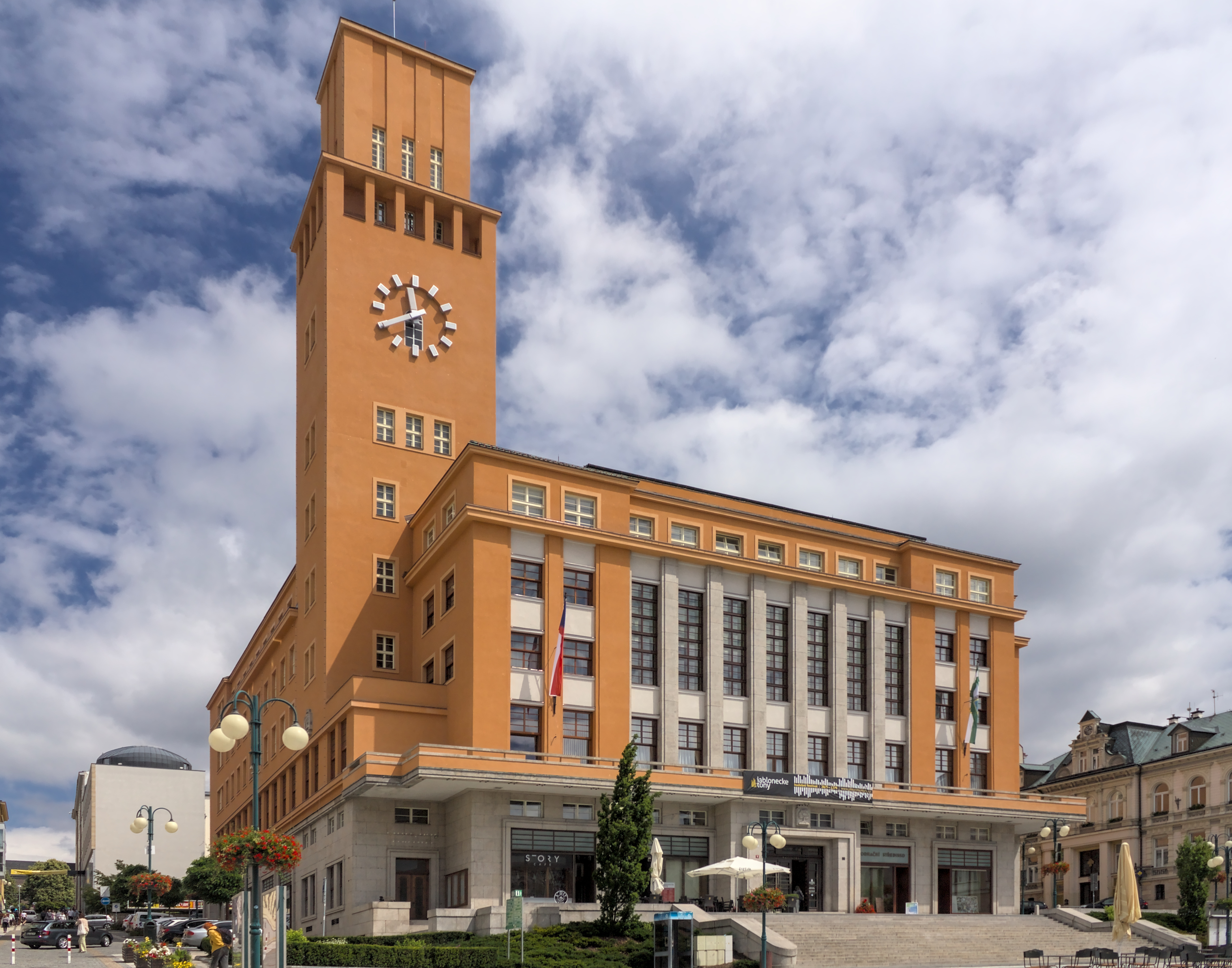
Rathaus

Jablonec nad Nisou (deutsch Gablonz an der Neiße, kurz auch Gablonz) ist eine tschechische Stadt mit 45.830 Einwohnern (1. Januar 2023) im Okres Jablonec nad Nisou in der nordböhmischen Liberecký kraj. Ihr Name leitet sich aus dem tschechischen Wort jabloň (Apfelbaum) und der Lage an der Lužická Nisa (Lausitzer Neiße) her.

## Geographische Lage

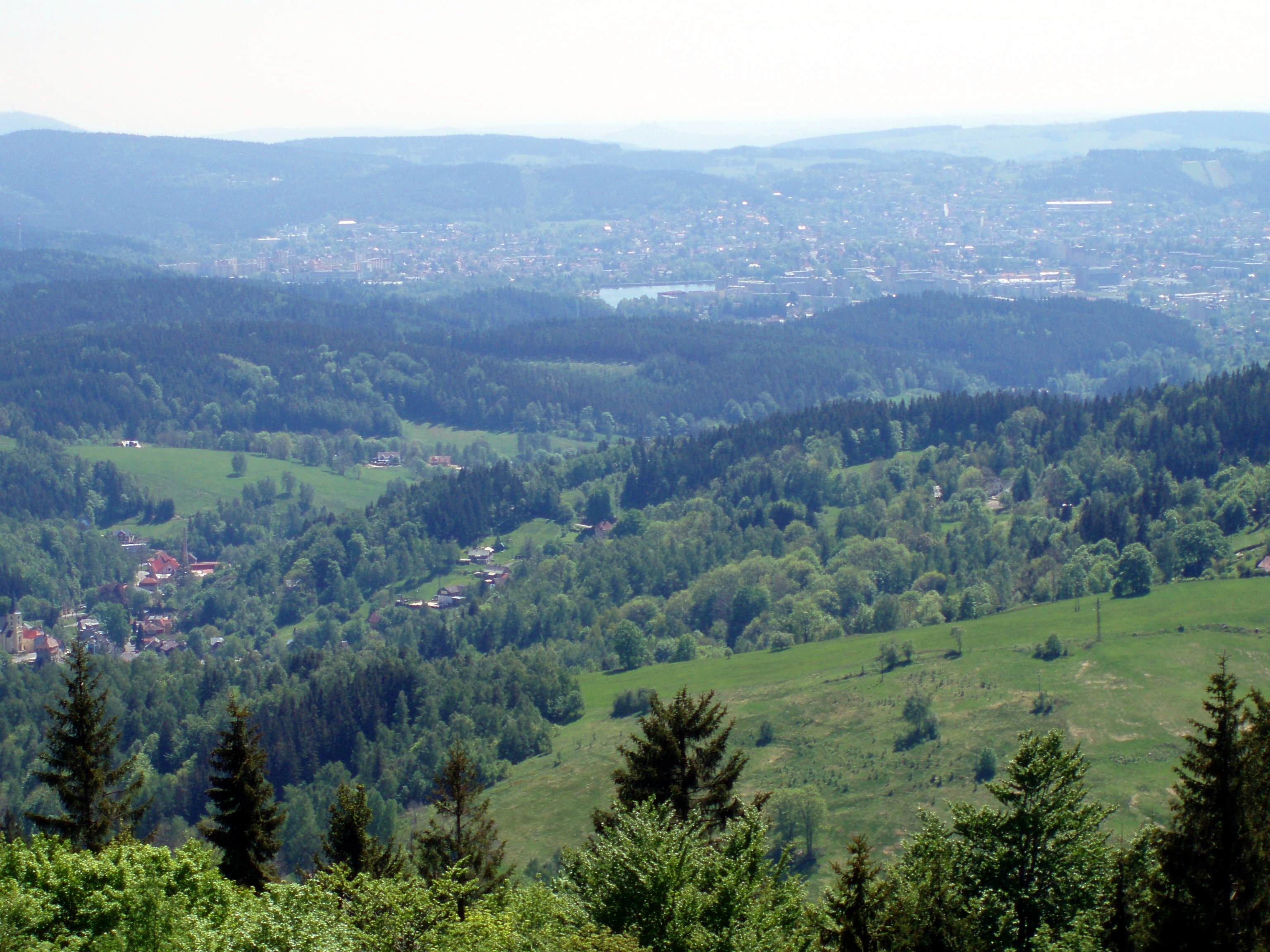
Panorama der Stadt und ihrer Umgebung vom Isergebirge aus gesehen

Die Stadt liegt in Nordböhmen im Tal der Lužická Nisa (Lausitzer Neiße), in die im Stadtzentrum der Mšenský potok (Grünwalder Wasser) und am westlichen Stadtrand die Bílá Nisa (Weiße Neiße) einmünden. Das Katastralgebiet der Stadt beträgt 3139 ha.

## Stadtgliederung
Die Stadt Jablonec nad Nisou besteht aus den Ortsteilen und Katastralbezirken Jablonec nad Nisou (Gablonz an der Neiße), Jablonecké Paseky (Bad Schlag), Kokonín (Kukan), Lukášov (Luxdorf), Mšeno nad Nisou (Grünwald an der Neiße), Proseč nad Nisou (Proschwitz an der Neiße), Rýnovice (Reinowitz) und Vrkoslavice (Seidenschwanz). Grundsiedlungseinheiten sind Dobrá Voda (Gutbrunn), Dolina, Dolina-jih, Dolní Kokonín (Unterkukan), Horní Kokonín (Oberkukan), Horní Proseč (Oberproschwitz), Jablonec nad Nisou-střed, Jablonecká přehrada, Jablonecké Paseky, K Černé Studnici (nach Schwarzbrunn), K Jindřichovu-jih, K Jindřichovu-sever, Lukášov, Máchův park, Mánesova-Podzimní, Mšeno nad Nisou-Podlesí, Mšeno nad Nisou-U Jelena, Mšeno nad Nisou-U kapličky, Mšeno nad Nisou-U Navety, Mšeno nad Nisou-U Perly, Na hutích, Na roli, Na Smetance, Na Střelnici, Na Východě, Nad poštou, Nad střelnicí, Novoveská, Pražská (Pragergasse), Proseč nad Nisou, Proseč nad Nisou-Domovina, Prosečský hřeben (Proschwitzkammhäuser), Rýnovice-Janovská, Rýnovice-Nová Osada, Rýnovice-průmyslový obvod, Rýnovice-Stará Osada, Sadová-Pasířská (Parkgasse-Guertlergasse), Srnčí důl, Střední Kokonín (Mittelkukan), Šumava, U Jabloneckých Pasek, U nemocnice, U Nisy (bei Neisse), U pily, U učiliště, V Břízkách, Větrný vrch, Vrkoslavice (Seidenschwanz), Vrkoslavice-Petřín (Nickelkoppenhäuser), Vysoká (Hochgasse), Za hrází, Zelené údolí und Žižkův vrch (Porschberg).

## Geschichte

### Mittelalter
Die erste schriftliche Erwähnung erfolgte im Jahr 1356. Nach der Zerstörung durch Gegner des böhmischen Königs Georg von Podiebrad im August 1469 verschwand die Siedlung völlig.

### 16. bis 19. Jahrhundert
Dauerhaft bewohnt war Gablonz erst wieder seit dem 16. Jahrhundert, als die erste Glashütte in Grünwald (Mšeno) entstand. Im Dreißigjährigen Krieg wurde Gablonz am 2. Mai 1643 erneut niedergebrannt; nach Kriegsende wurden die protestantischen Einwohner zwangsweise ausgewiesen. 1808 wurde Gablonz zum Marktflecken und im Jahr 1866 durch ein Dekret des Königs Franz Josef I. zur Stadt erhoben. Im Jahr 1868 wurde Gablonz zum Sitz des Bezirkshauptmanns. Der neue politische Bezirk Gablonz bestand aus den Gerichtsbezirken Tannwald und Gablonz. Ab 1880 gab es die Deutsche Staatsfachschule für Kunstgewerbe in Gablonz.

### 20. Jahrhundert

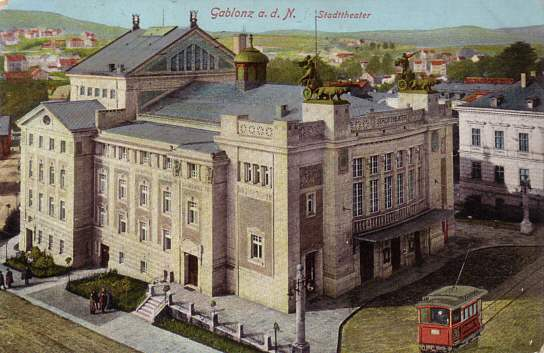
Stadttheater im Jahr 1911

Am 28. Oktober 1918 wurde die Unabhängigkeit der Tschechoslowakei ausgerufen. Gablonz wurde am frühen Morgen des 11. Dezember von tschechischen Einheiten aus Mladá Boleslav besetzt. Die deutsche Volkswehr leistete keinen Widerstand. Bei der Volkszählung 1930 gaben 79,5 % der Gablonzer an deutscher und 16,5 % tschechischer Nationalität zu sein.
Nach dem Münchner Abkommen vom 29. September 1938 wurde die Stadt wie das gesamte Sudetenland an das Deutsche Reich angegliedert. Bis 1945 war die Stadt Sitz des Landkreises Gablonz an der Neiße, Regierungsbezirk Aussig, im Reichsgau Sudetenland. Die meisten Juden der Stadt waren bereits im Sommer 1938 geflohen, die Verbliebenen wurden verfolgt und ab 1941/42 deportiert und ermordet. Der Gablonzer Rabbiner Georg Vida floh nach Turnau, wobei es ihm gelang, die Gablonzer Tora zu retten. Die örtliche Synagoge wurde bei den Novemberpogromen 1938 niedergebrannt.
Viele tschechischsprachige Gablonzer flohen.
In Gablonz existierte von Januar bis Mai 1945 ein Außenlager des KZ Groß-Rosen, in dem Frauen-Häftlinge für die Flugzeugfabrik Mitteldeutsche Motorenwerke Zwangsarbeit leisten mussten. Bereits seit November 1944 befand sich hier auch ein Männerlager.
Vertreibung der Deutschen
Nach dem Ende des Zweiten Weltkrieges wurden die meisten deutschböhmischen Bewohner auf Grund der Beneš-Dekrete vertrieben. Nach 1945 gründeten die Heimatvertriebenen dann Gemeinden mit dem Namen Neugablonz sowohl in Kaufbeuren in Bayern als auch Neugablonz in Enns in Oberösterreich und die Gablonzersiedlung in Kremsmünster, Oberösterreich, um dort die berühmte Glasindustrie (Gablonzer Bijouterie) fortzuführen. Andere, wie die Glashersteller Willi Beranek, Ottokar Menzel und Rudolf Posselt aus Kukan, ließen sich in den Glaszentren Karlsruhe und Schwäbisch Gmünd nieder. Auch im Landkreis Gotha in Thüringen haben sich etwa 14.000 Exilanten, davon viele aus der Region Gablonz, niedergelassen. Besonders um die Städte Friedrichroda und Ohrdruf entstanden so neben dort genossenschaftlich organisierten Kleinbetrieben der Täschner und Schmuckgürtler Werkstätten der Knopfmacher, Glasgestalter und Bijouteriewarenhersteller.
Nach 1945
Nach dem Zweiten Weltkrieg siedelten sich viele Neubürger aus Mittelböhmen, der Slowakei, Repatrianten und Roma in Jablonec an.
Jablonec ist die zweitgrößte Stadt der Region Liberec, die größte Stadt und Sitz des Bezirks Jablonec nad Nisou und ein Industriestandort. Sie bildet das Verwaltungs-, Kultur- und Sportzentrum des Isergebirges (Jizerské Hory).

## Bevölkerung
Bis 1945 war Gablonz überwiegend von Deutschböhmen besiedelt, die vertrieben wurden.
Bevölkerungsentwicklung bis 1945
| Jahr | Einwohner | Anmerkungen                                                                       |
| ---- | --------- | --------------------------------------------------------------------------------- |
| 1802 | 01.976    | in 411 Häusern                                                                    |
| 1827 | 03.126    | in 512 Häusern                                                                    |
| 1830 | 03.209    | in 523 Häusern                                                                    |
| 1837 | 03.548    | [ 13 ]                                                                            |
| 1846 | 03.826    | [ 13 ]                                                                            |
| 1857 | 04.553    | [ 14 ]                                                                            |
| 1859 | 05.297    | in 561 Häusern, darunter 1.100 Fremde                                             |
| 1869 | 06.752    | davon 3.874 Einheimische und 2.878 Fremde                                         |
| 1900 | 21.091    | deutsche Einwohner                                                                |
| 1930 | 33.958    | davon 5.602 Tschechen                                                             |
| 1939 | 28.771    | davon 3.503 Evangelische, 22.071 Katholiken, 1.801 sonstige Christen und 53 Juden |

Bevölkerungsentwicklung nach Ende des Zweiten Weltkriegs
(Stand: 31. Dezember des jeweiligen Jahres)
| Jahr | Einwohner |
| ---- | --------- |
| 1947 | 23.156    |
| 1950 | 22.905    |
| 1960 | 28.154    |
| 1970 | 33.851    |
| 1980 | 43.045    |

| Jahr | Einwohner |
| ---- | --------- |
| 1990 | 46.691    |
| 2000 | 45.428    |
| 2010 | 45.356    |
| 2020 | 45.317    |
| 2022 | 45.830    |

## Politik

### Bürgermeister
- 1881–1918 Adolph Heinrich Posselt
- 1918–1934 Karl Richard Fischer (DNSAP)
- 1934–1938 Gustav Petrovsky (SdP)
- 1938–1942/45 Oswald Wondrak (NSDAP, 1942 Einberufung zum Wehrdienst)
- 1942–1945 (Mai) Karl Lehmann (NSDAP, als Stellvertreter)

- 8. Mai 1945 – 21. Mai 1945 Karel Šimon (Demokrat)
- 21. Mai 1945 – 1950 Karel Šilhán (Kommunist)

- 1990–1994 Jiří Musil (Bürgerforum, später Sozialdemokraten)
- 1994–2006 Jiří Čeřovský (ODS)
- 2006–2010 Petr Tulpa (unabhängige Vereinigung Domov nad Nisou – „Heimat an der Neiße“)
- seit November 2010 Petr Beitl (ODS)[19]

### Städtepartnerschaften
- Bautzen, Deutschland
- Zwickau, Deutschland
- Ronse, Belgien
- Marsciano, Italien
- Kaufbeuren, Deutschland

## Sehenswürdigkeiten und Kultur

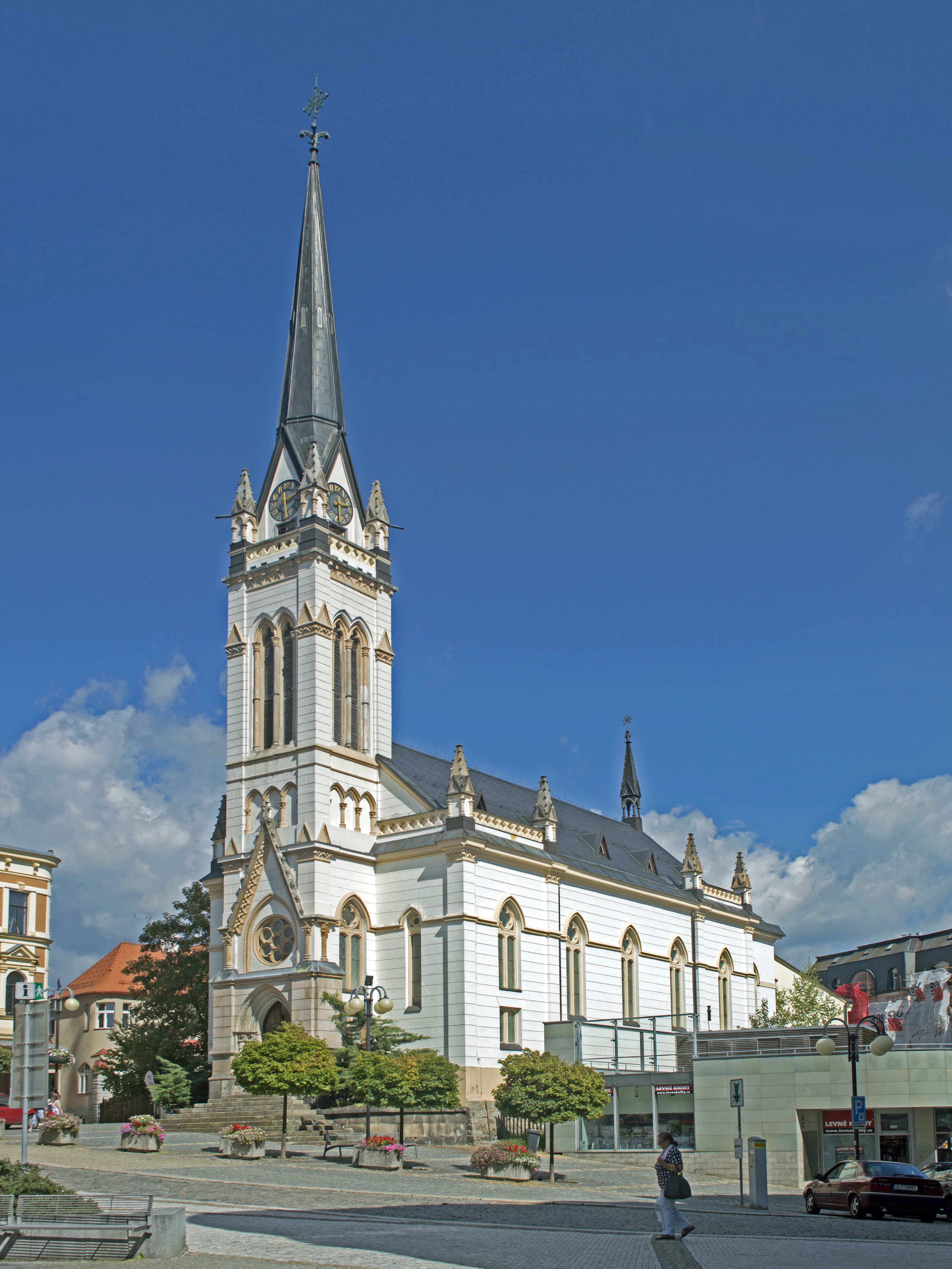
Hussitenkirche

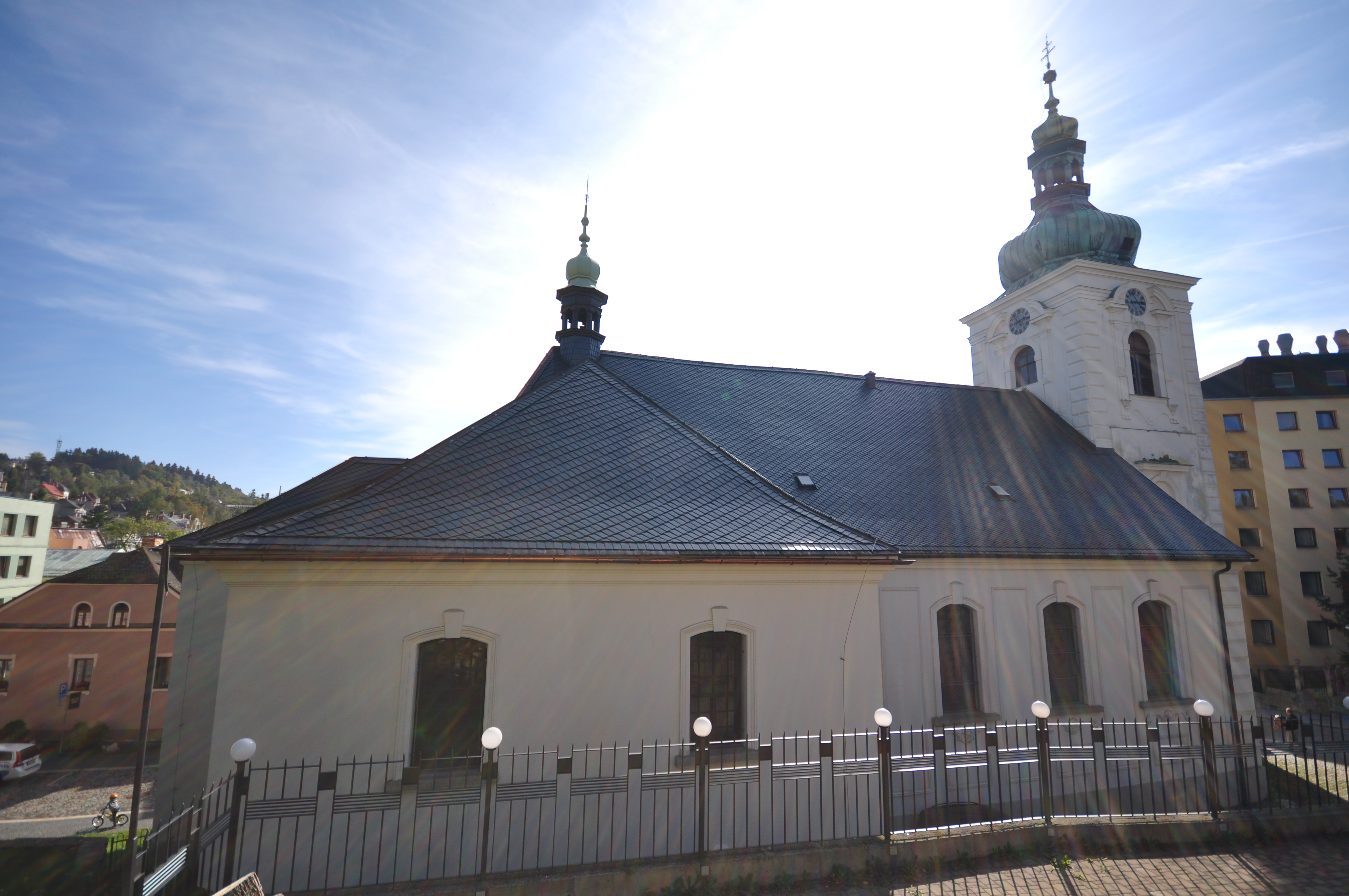
Annenkirche

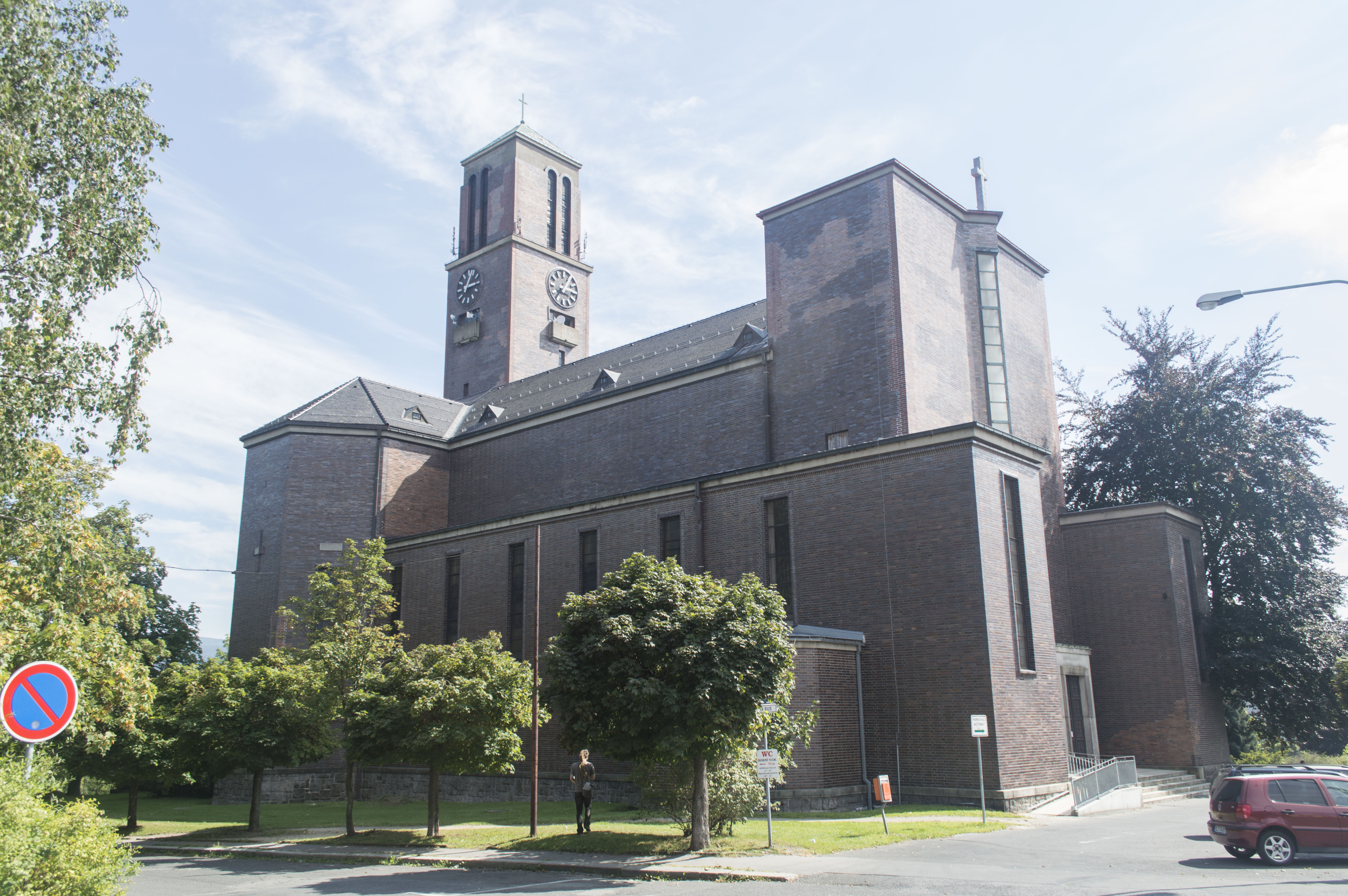
Herz-Jesu-Kirche

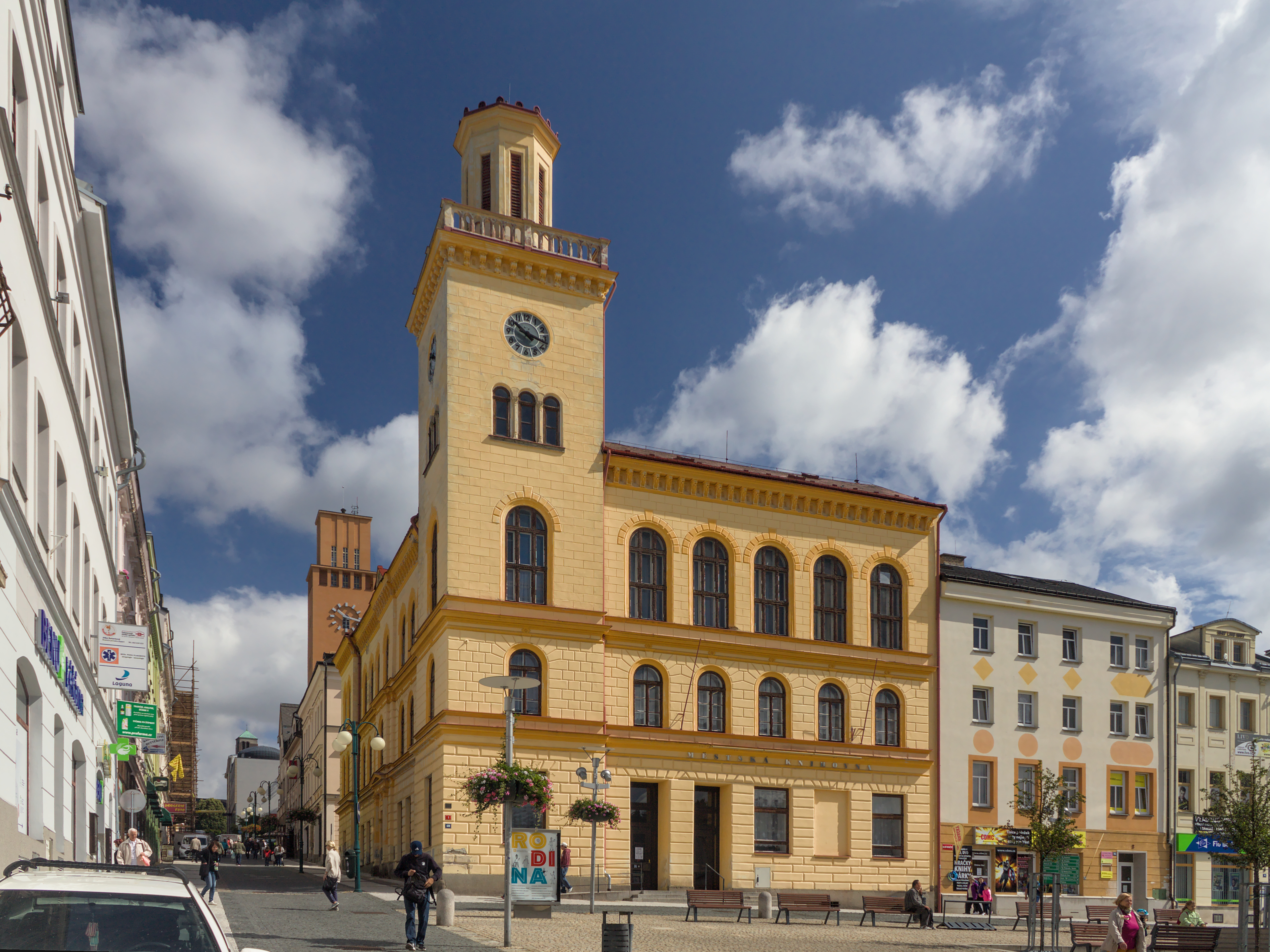
Altes Rathaus

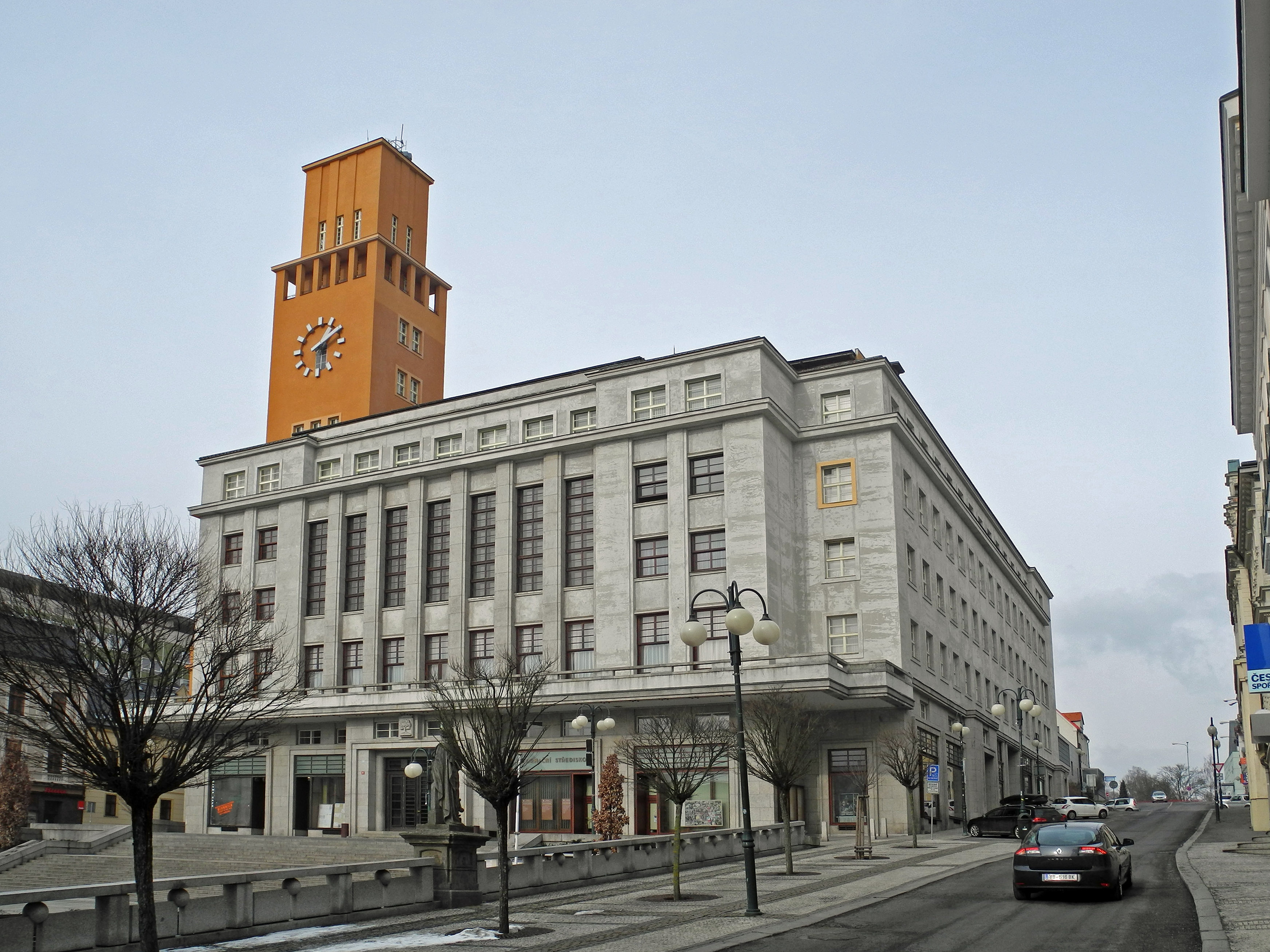
Neues Rathaus

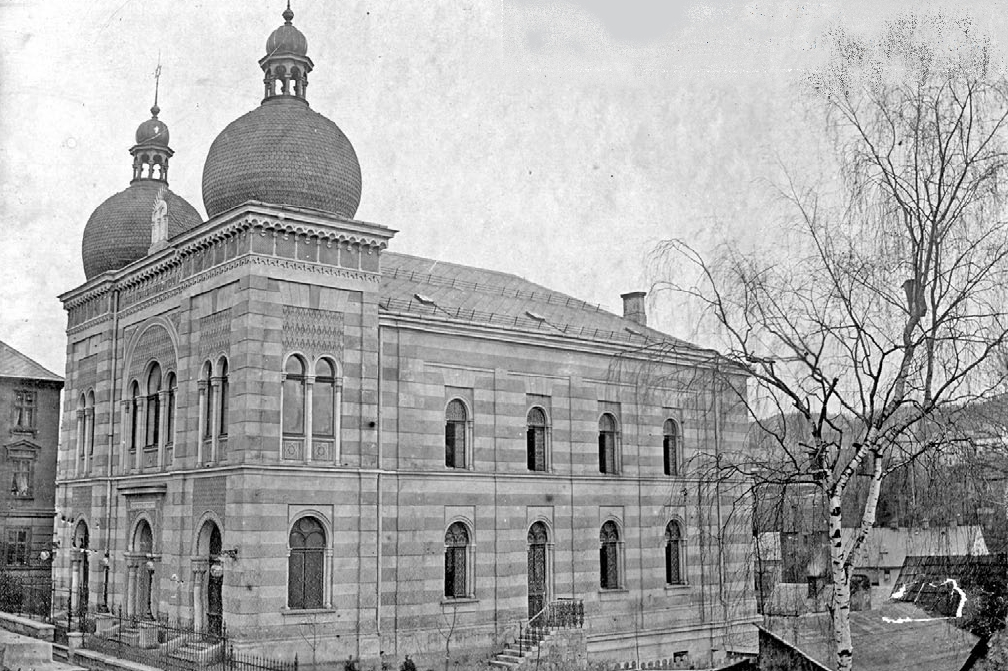
Synagoge

Im Stadtviertel Rýnovice gibt es ein Haus der tschechisch-deutschen Verständigung (Rieger-Haus). Eine Reihe bedeutender Bauten und Stadtviertel beweisen den früheren Reichtum der Stadt. Zu den interessantesten gehören Jugendstilbauten und private Villen an der jetzigen Podhorská ulice (Gebirgsstraße) und der 28. října (Josef-Pfeifer-Straße). Prächtige Bauten des Funktionalismus der 1930er Jahre sind die Villa Schmelowsky, die Villa Hásek (Architekt Heinrich Lauterbach), die Villa Kantor (Adolf-Loos-Schüler Architekt Heinrich Kulka), das Rathaus (Architekt Karl Winter) und die katholische Kirche am Gewerbeplatz (Architekt Josef Zasche).
- Neues Rathaus, 1931–1933 im funktionalistischen Stil nach Entwurf des Reichenberger Architekten Karl Winter erbaut.
- Altes Rathaus, ein dreistöckiges Gebäude mit vierkantigem Turm, wurde 1867–1869 vom Reichenberger Baumeister Gustav Sachers erbaut.
- Glas- und Bijouterie Museum im Jugendstil, gehörte ursprünglich der Exportfirma „Zimmer & Schmidt“. Heute ist es Sitz des Museums für Glas und Bijouterie und Standort der Internationalen Triennale für Glas und Schmuck.[20] Die Sammlungen enthalten Objekte zur Dokumentation der Geschichte der Glasmacherei, der Herstellung von Schmuck und Bijouterie und der Medaillenkunst und Münzenprägerei; alles in besonderer Hinsicht zur Entwicklung in Nordböhmen.
- Römisch-katholisch Annenkirche, einschiffiger rechteckiger Barockbau mit polygonalem Presbyterium, 1685–1687 erbaut
- Ehemaliges Pfarramt, Gebäude vom Anfang des 18. Jahrhunderts mit einer Neo-Renaissance-Fassade vom Ende des 19. Jahrhunderts. Bemerkenswert sind die Statue der hl. Maria vor der Kirche und ein etwa einen Meter hohes Versöhnungskreuz an der Kirchwand von 1666.
- Stadttheater (Městské divadlo), nach den Plänen der Wiener Theaterarchitekten Fellner und Helmer 1906–1907 grundrissgleich mit jenen in Gießen und Klagenfurt im Jugendstil erbaut
- Römisch-katholische Herz-Jesu-Kirche, ein dreischiffiger, rechteckiger Ziegelbau mit Querschiff und vierkantigem Turm, 1930–1931 nach Entwurf des in Gablonz geborenen Architekten Josef Zasche (1871–1957) errichtet
- Altkatholische Kreuzkirche, 1900–1902 im Jugendstil erbaut, der Entwurf stammt ebenfalls vom Architekten Josef Zasche.
- Evangelische Pfarrkirche, neugotischer einschiffiger Bau mit rechteckigem Turm an der Vorderfront, 1892 von Baumeister Arwed Thamerus erbaut
- Talsperre Mšeno, 1906–1909 im Gebiet der Gewässer der Lausitzer Neiße erbaut. Sie soll den regelmäßig wiederkehrenden Überschwemmungen vorbeugen. Die Talsperre liegt 513 m über dem Meeresspiegel und fasst drei Millionen Kubikmeter Wasser. Dieses technische Baudenkmal ist gleichzeitig ein attraktives Erholungsgebiet für die Stadt.
- Schützenhaus, war Sitz des örtlichen Schützenvereins, der im Jahr 1761 gegründet wurde. Das spätere Zentrum des Gablonzer Sport- und Kulturlebens wurde in den Jahren 1870–1871 erbaut.
- Petřín (Nickelkoppe), Ausflugsrestaurant mit einem zwanzig Meter hohen Aussichtsturm am Südrand der Stadt, 1906 erbaut
- Galerie Belvedere, ein spätbarockes zweistöckiges Haus mit einem Mansarddach, gehört zu den ältesten Gebäuden der Stadt. Die erste Erwähnung stammt aus dem Jahr 1773.
- Nad Prosečí (Proschwitzer Kamm), beliebtes Ziel für Spaziergänge zwischen Jablonec und Liberec mit Baude und Aussichtsturm
- Schwarzbrunnwarte, Aussichtsturm aus Granit mit Baude, 1905 nach Entwürfen des Gablonzer Architekten Hemmrich auf dem Schwarzbrunnberg (Černá studnice) errichtet
- Neißequelle im Gelände der Ortschaft Nová Ves nad Nisou (Neudorf) in der Nähe der Hauptstraße nach Lučany nad Nisou (Wiesenthal).

## Wirtschaft und Infrastruktur

### Wirtschaft
Zunächst waren als Industriebetriebe im Ort Glashütten angesiedelt. In der zweiten Hälfte des 17. Jahrhunderts entwickelte sich die Glasindustrie sehr schnell. Weiterer Aufstieg kam für die Stadt in der ersten Hälfte des 18. Jahrhunderts mit dem Aufkommen der Bijouterie-Manufakturen.
Heute ist neben diesem Industriezweig Jablonec ein Ausgangspunkt für touristische Aktivitäten im Isergebirge und Riesengebirge. Die Lage an der deutschen und polnischen Grenze begünstigt Handelsaktivitäten mit diesen Ländern.
In der Bijouterie- und Glasherstellung sollen in Jablonec und Umgebung auch heute noch 11.000 Menschen beschäftigt sein, wobei die Produktion zu großen Teilen exportorientiert ist. Die wichtigsten Firmen der Glasherstellung – Ecoglass, Preciosa, Ornela, Bižuterie Česká mincovna (Bijouterie Tschechisches Münzhaus), Glass Tomeš – haben sich zum Verband Bijou Terra zusammengeschlossen, der die Exportgesellschaft Jablonex betreibt.
Das Münzhaus Bižuterie Česká mincovna (Bijouterie Tschechisches Münzhaus) produziert tschechische Kronen für das ganze Land. Es wurde nach dem Zerfall der Tschechoslowakei gegründet, weil das tschechoslowakische Münzhaus im slowakischen Kremnica lag.
Außer der Bijouterie- und Glasherstellung sind auch Maschinenbau, Möbelproduktion und holzverarbeitende Industrie vertreten.
Die Firma Soliter produziert Metallschmuck.
Die 1991 gegründete Gesellschaft Jablotron produziert Alarmanlagen, Gartentechnik, Mobiltelefone etc. Sie hat großes Aufsehen mit ihrem „größten Handy der Welt“ erregt. Das Gerät „JABLOTRON GDP 02 Grand“ war ursprünglich für ältere Menschen gedacht, großes Interesse zeigten aber auch Bewohner von Regionen mit schlechter Festnetzversorgung. 2010 beschäftigte Jablotron 450 Mitarbeiter und erwirtschaftete einen Umsatz von 1,36 Mrd. Kronen (ca. 57 Mio. €).
Die Firma LucasVarity produziert Autobremsen in Jablonec und Umgebung unter dem Namen TRW Automotive Aftermarket CZ LUCAS Autobrzdy; sie nutzt hierbei Anlagen der früheren Autobrzdy, später Ateso. Einer der wichtigsten Automobilzulieferer ist A. Raymond Jablonec sro, ein Tochterunternehmen der weltweit operierenden A Raymond.

### Verkehr

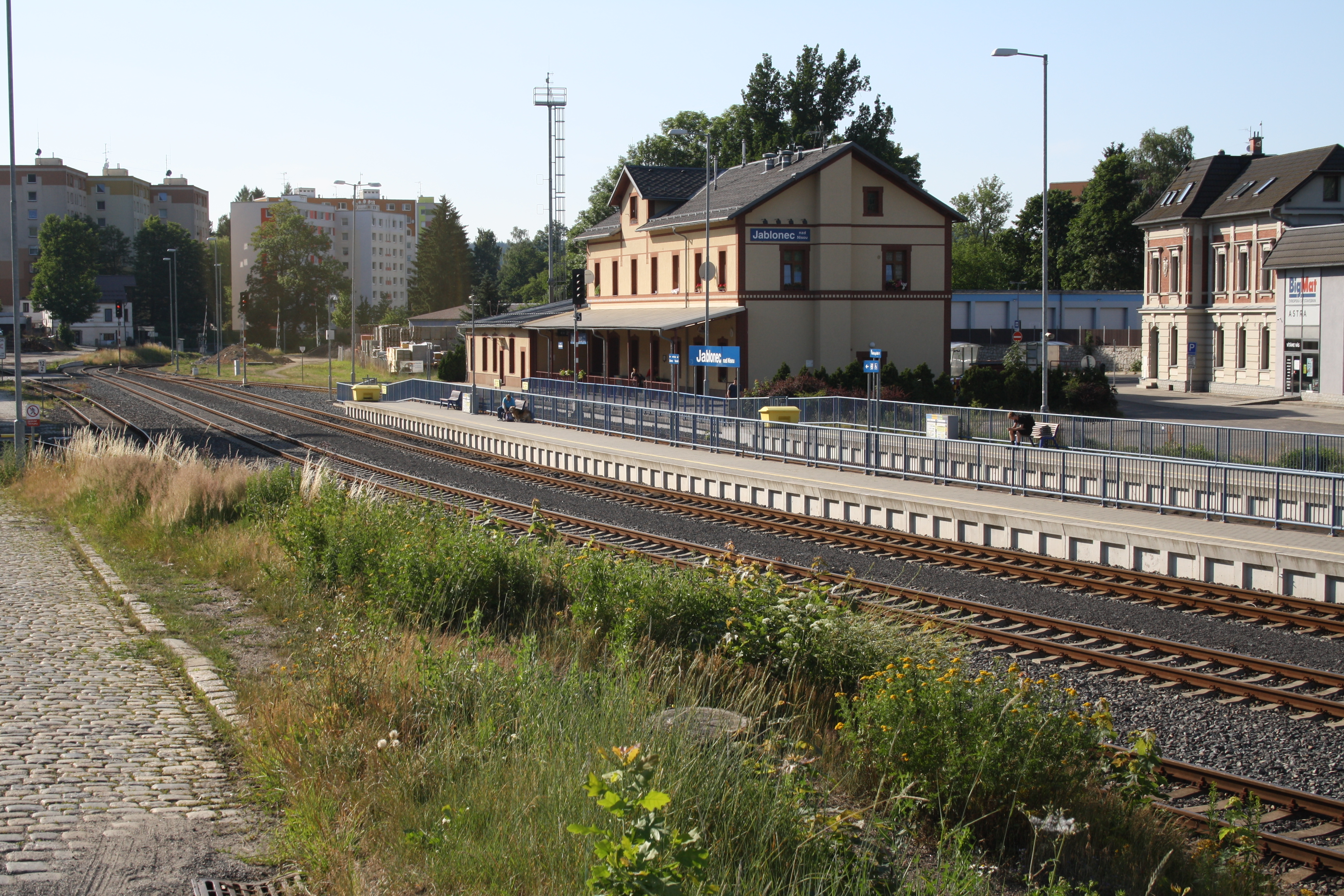
Bahnhof Jablonec nad Nisou

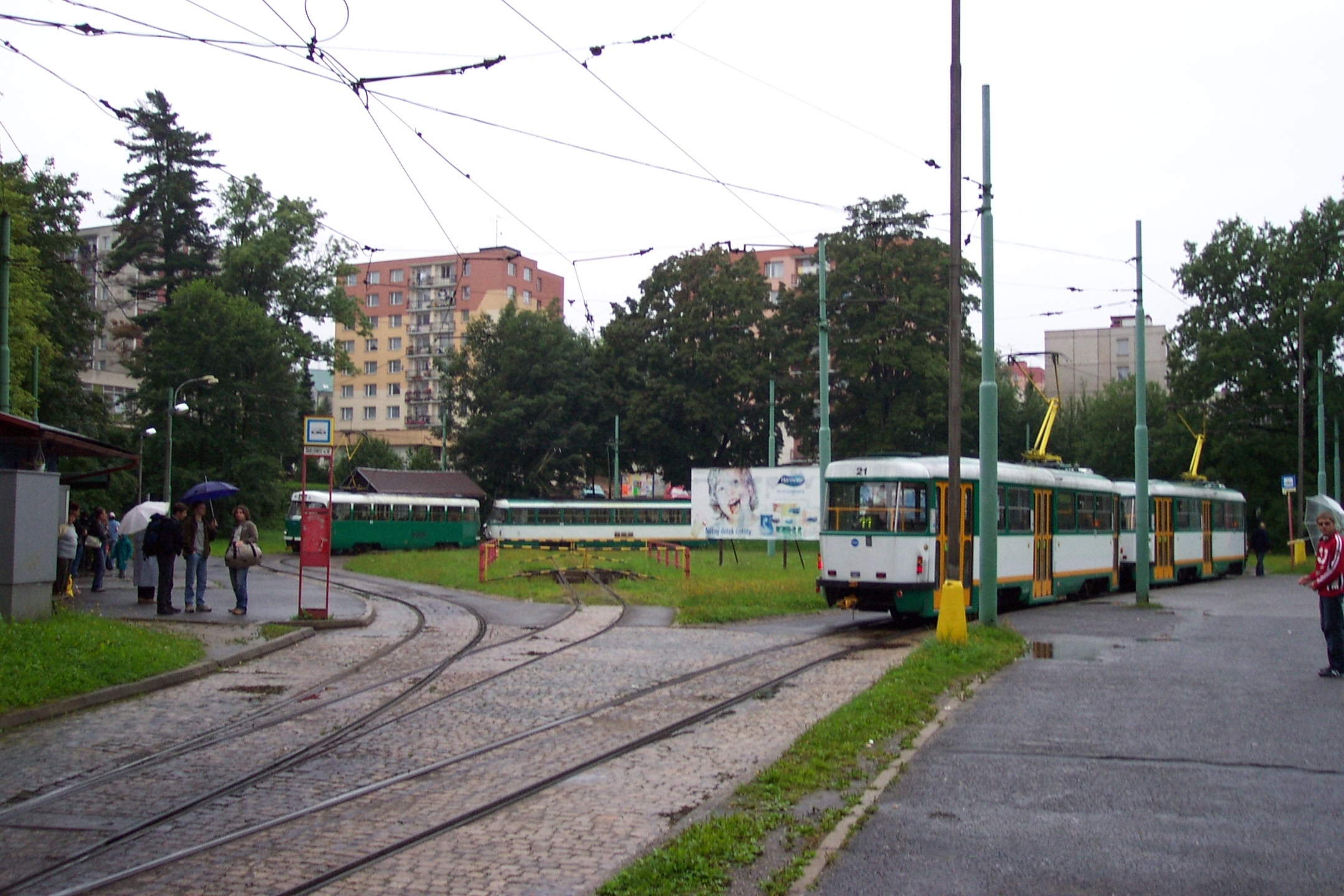
Endhaltestelle der Überlandstraßenbahn mit Meterspurgleisen (2005)

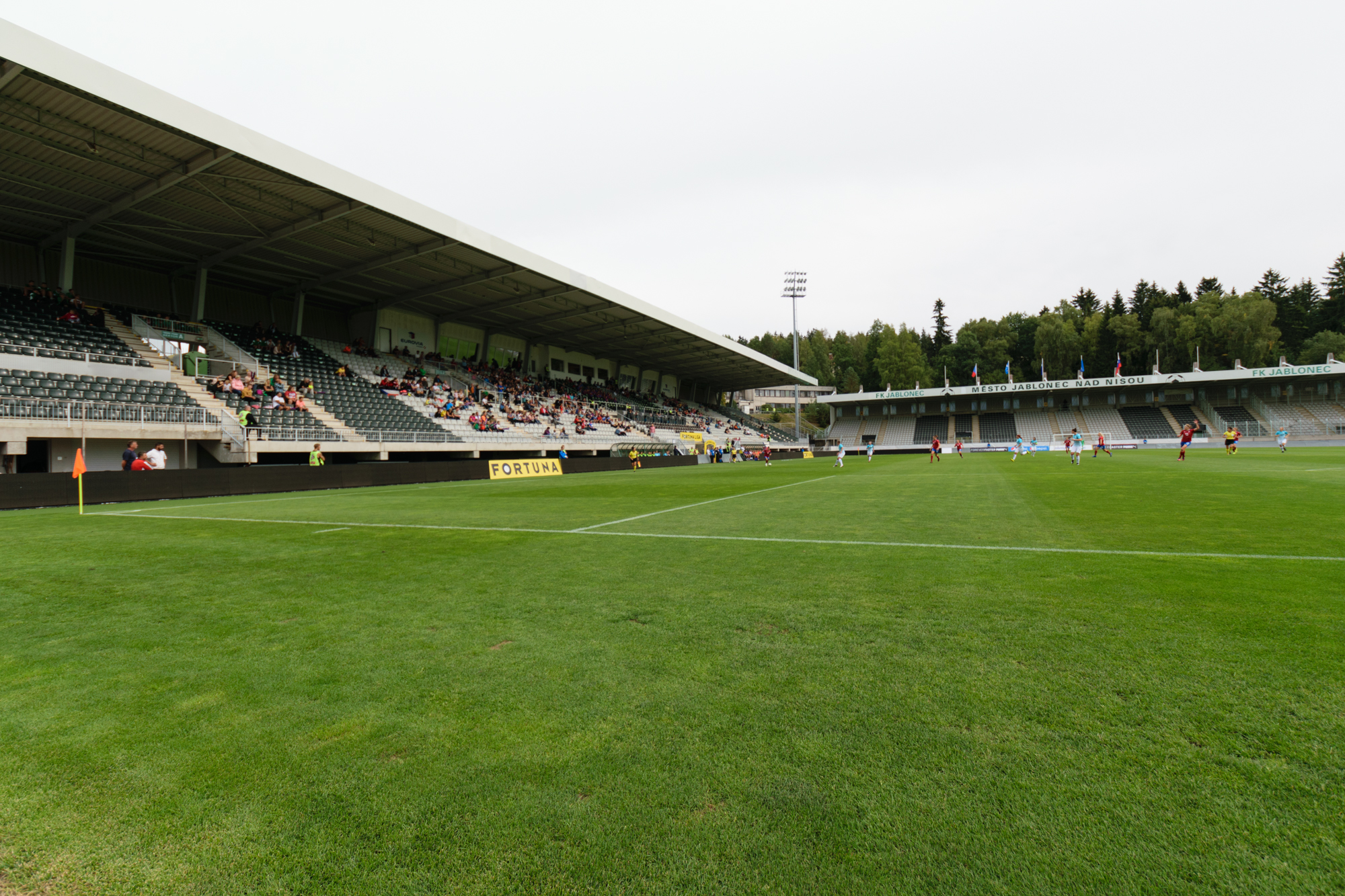
Stadion Střelnice

Die Stadt liegt an der Bahnstrecke Liberec–Tanvald, die am 25. November 1888 von Liberec her bis Jablonec nad Nisou eröffnet wurde. 1894 wurde sie über Lučany nad Nisou bis Tanvald verlängert.
Von 1900 bis 1965 besaß Jablonec ein eigenes Straßenbahnnetz, von dem nur die meterspurige Überlandstraßenbahn von Liberec überlebte. Im Juli 2021 wurde deren Verkehr vorübergehend eingestellt; in Anpassung an die Straßenbahn Liberec wurden ihre Gleise auf Regelspur umgebaut.
Jablonec liegt an den Staatsstraßen Silnice I/14 (Straße erster Klasse 14) und Silnice I/65. Eine Anschlussstelle der vierstreifig ausgebauten Silnice I/35 in Verlängerung der Autobahn Dálnice 10 von Prag befindet sich etwa 7 km entfernt.

## Persönlichkeiten

### Söhne und Töchter der Stadt
- Robert Hemmrich (1871–1946), Architekt
- Josef Zasche (1871–1957), Architekt
- Hanns F. J. Kropff (1882–1963), Honorarprofessor für Wirtschaftswerbung an der Universität Frankfurt am Main
- Franz Pollitzer (1885–1942), österreichisch-deutscher Physikochemiker
- Gustav Feidler (1886–1940), deutscher Theaterschauspieler und Inspizient
- Hans Heinrich Redlhammer (1891–1980), deutscher Diplomat und Kommunalpolitiker, von 1946 bis 1953 war er Oberbürgermeister von Wiesbaden
- Artur Ressel (1896–1966), deutscher Maler und Illustrator
- Peter Herman Adler (1899–1990), österreichisch-US-amerikanischer Dirigent
- Georg Oskar Schubert (1900–1955), deutscher Fernsehtechniker
- Franz Kaulfersch (1901–1995), österreichischer Maler und Grafiker
- Ladislav Štoll (1902–1981), tschechoslowakischer Literatur- und Kunstkritiker, Politiker, Minister für Kultur
- Wolfgang Fränkel (1905–2010), deutscher Jurist
- Emerich K. Francis (1906–1994), österreichisch-US-amerikanischer Soziologe
- Edmund Hoffmann (1907–1974), geboren in Seidenschwanz, Oberstadtsekretär von Aalen und Mitbegründer des Bundes der Vertriebenen
- Walther Wünsch (1908–1991), österreichischer Musikwissenschaftler, Hochschullehrer, Musikpädagoge, Musikschuldirektor, Violinist und Bratschist
- Heinrich Palme (1912–1987), Skispringer
- Frank Seiboth (1912–1994), geboren in Proschwitz, deutscher Politiker (GB/BHE, SPD) und Vertriebenenfunktionär
- Wolfgang Böhme (1919–2010), deutscher evangelischer Theologe und Seelsorger
- Erhard John (1919–1997), deutscher Kulturwissenschaftler
- Gustav Just (1921–2011), geboren in Reinowitz, deutscher Journalist und Politiker
- Erika Just (1922–2011), deutsche Regisseurin für Tanzfilme
- Karl Heinz Füssl (1924–1992), österreichischer Komponist und Musikwissenschaftler
- Alfred Peukert (1925–2013), Botschafter der DDR in Mali, Niger, Obervolta und Tunesien
- Karl-Heinz Schamal (1929–2018), deutscher Bildhauer
- Werner Fischer (* 1931), deutscher Kristallograph
- Helmut Peukert (* 1934), deutscher Theologe und Pädagoge
- Horst Urban (1936–2010), Rennrodler
- Klaus Fischer (1937–2015), Geograph, ab 1974 ordentlicher Professor für Physische Geographie an der Universität Augsburg
- Josef Duchač (* 1938), geboren in Bad Schlag, deutscher CDU-Politiker, von 1990 bis 1992 Ministerpräsident in Thüringen
- Georg Neumann (* 1938), deutscher Sportmediziner
- Klaus Haller (1939–2011) war ein deutscher Bibliothekar, Musikwissenschaftler und Komponist
- Helmut Simon (1939–2018), deutscher Politiker (SPD)
- Václav Halama (1940–2017), tschechoslowakischer Fußballspieler, deutscher und österreichischer Fußballtrainer
- Jürgen Schebera (* 1940), deutscher Musikhistoriker
- Rüdiger Goldmann (* 1941), deutscher CDU-Politiker
- Monika Glettler (* 1942), deutsche Historikerin, Hochschullehrerin und Stiftungsgründerin
- Dieter Klein (* 1942), im Ortsteil Kukan geborener Kunsthistoriker
- Roland Lang (* 1942), deutscher Schriftsteller
- Marianne Wünsch (* 1942), deutsche Germanistin und Hochschullehrerin
- Peter Görnert (1943–2023), deutscher Physiker und Materialwissenschaftler
- Christian Grashof (* 1943), deutscher Schauspieler
- Reinhold Massag (1943–1999), deutscher Autor und Schauspieler
- Walter Unger (* 1943), deutscher SPD-Politiker und Rechtsanwalt
- Franziska Gminder (* 1945), deutsche AfD-Politikerin
- Dana Vavřačová (* 1954), Geherin
- Ivana Houserová (1957–2015), Glaskünstlerin und -designerin
- Alena Bulířová (* 1961), Sprinterin
- Miroslav Kopal (* 1963), Nordischer Kombinierer
- Martina Vondrová (* 1972), Skilangläuferin
- Stanislav Řezáč (* 1973), Skilangläufer
- Tomáš Janků (* 1974), Hochspringer
- Petr Stach (* 1974), Schauspieler
- Milan Fukal (* 1975), Fußballspieler
- Ilona Bublová (* 1977), Skilangläuferin und Mountainbikefahrerin
- Ota Fukárek (* 1977), Tennisspieler
- Lucie Robinson (* 1978), Porträt- und Modefotografin
- Ivan Bartoš (* 1980), Politiker der Česká pirátská strana (ČPS)
- Borek Sedlák (* 1981), Skispringer
- Barbora Špotáková (* 1981), Leichtathletin, Weltmeisterin und zweimalige Olympiasiegerin im Speerwurf
- Nikola Sudová (* 1982), Freestyle-Skierin
- Kateřina Smutná (* 1983), tschechisch/österreichische Skilangläuferin
- Luboš Hušek (* 1984), Fußballspieler
- Jakub Hyman (* 1984), Rennrodler
- Radka Vodičková (* 1984), Profi-Triathletin
- Jiří Krejčí (* 1986), Fußballspieler
- Šárka Sudová (* 1986), Freestyle-Skierin
- Gabriela Soukalová (* 1989), Biathletin
- Markéta Davidová (* 1997), Biathletin
- Nikola Nosková (* 1997), Radsportlerin
- Tereza Beranová (* 1998), Skilangläuferin
- Patrik Hájek (* 1998), Hammerwerfer
- Nikola Bendová (* 1999), Sprinterin
- Anežka Indráčková (* 2006), Skispringerin

### Personen, die mit dem Ort in Verbindung stehen
- Gustav Leutelt (1860–1947), deutscher Schriftsteller und Dichter, lebte ab 1922 als Pensionär in Gablonz
- Rudolf Medek (1890–1940), tschechischer Schriftsteller und Oberst, begann in Gablonz seine Offizierslaufbahn
- Konrad Henlein (1898–1945), nationalsozialistischer Politiker, studierte in Gablonz
- Jan Železný (* 1966), tschechischer Speerwerfer, dreimaliger Olympiasieger, startete eine Zeitlang für den Gablonzer Leichtathletikverein TJ Liaz